# Elektrofilna substitucija
Reakcije elektrofilne substitucije so kemijske reakcije, pri katerih elektrofil premesti funkcionalno skupino v spojini, ki je ponavadi, vendar ne vedno, vodikov atom. Reakcije elektrofilne aromatske substitucije so značilne za aromatske spojine in so pomembni načini uvedbe funkcionalne skupine na benzenov obroč. Druga glavna vrsta reakcije elektrofilne substitucije je reakcija elektrofilne alifatske substitucije.

## Elektrofilna aromatska substitucija
Pri elektrofilni substituciji aromatskih spojin se atom, pripet na aromatski obroč (običajno vodik), zamenja z elektrofilom.
Najpomembnejše reakcije te vrste so aromatska nitracija, aromatsko halogeniranje, aromatsko sulfoniranje in aciliranje ter alkilirajoče reakcije po Friedel-Craftsu.

## Elektrofilna alifatska substitucija
Pri elektrofilni substituciji alifatskih spojin elektrofil premesti funkcionalno skupino. Ta reakcija je podobna nukleofilni alifatski substituciji, kjer je reaktant nukleofil. Štirje možni reakcijski mehanizmi elektrofilne alifatske substitucije soː 
- SE1,
- SE2 (od spredaj)
- SE2 (od zadaj)
- SEi (Substitucija Elektrofilna)

Podobni so nukleofilnima analogoma SN1 in SN2. Pri mehanizmu SE1 substrat najprej ionizira v karboanion in pozitivno nabit organskih ostanek. Karboanion se nato hitro premesti z elektrofilom. Reakcijski mehanizem SE2  ima eno samo prehodno stanje, v katerem sta prisotni tako stara kot novonastala vez.

Reakcije elektrofilne alifatske substitucije so: 
- Nitroziranje
- Ketonsko halogeniranje
- Keto-enolna tavtomerija
- Alifatsko diazonijevo spajanje
- Vključitev karbena v C-H vezi
- Karbonilna alfa-substitucija